# Chimalacatla
Chimalacatla är en ort i Mexiko.   Den ligger i kommunen Metztitlán och delstaten Hidalgo, i den sydöstra delen av landet, 130 km norr om huvudstaden Mexico City. Chimalacatla ligger 1 284 meter över havet och antalet invånare är 206.
Terrängen runt Chimalacatla är kuperad åt nordost, men åt sydväst är den bergig. Chimalacatla ligger nere i en dal. Runt Chimalacatla är det glesbefolkat, med 20 invånare per kvadratkilometer. Närmaste större samhälle är Zacualtipán, 17,9 km öster om Chimalacatla. I omgivningarna runt Chimalacatla växer huvudsakligen savannskog.